# Zbiczno (gemeente)
De gemeente Zbiczno is een landgemeente in het Poolse woiwodschap Koejavië-Pommeren, in powiat Brodnicki.
De zetel van de gemeente is in Zbiczno.
Op 30 juni 2004 telde de gemeente 4501 inwoners.

## Oppervlakte gegevens
In 2002 bedroeg de totale oppervlakte van gemeente Zbiczno 132,9 km², waarvan:
- agrarisch gebied: 41%
- bossen: 41%

De gemeente beslaat 12,79% van de totale oppervlakte van de powiat.

## Demografie
Stand op 30 juni 2004:
| Omschrijving                   | Totaal | Totaal | Vrouwen | Vrouwen | Mannen | Mannen |
| ------------------------------ | ------ | ------ | ------- | ------- | ------ | ------ |
| eenheid                        | aantal | %      | aantal  | %       | aantal | %      |
| inwoners                       | 4501   | 100    | 2226    | 49,5    | 2275   | 50,5   |
| bevolkingsdichtheid (inw./km²) | 33,9   | 33,9   | 16,7    | 16,7    | 17,1   | 17,1   |

In 2002 bedroeg het gemiddelde inkomen per inwoner 1368,49 zł.

## Administratieve plaatsen (sołectwo)
Brzezinki, Ciche, Czyste Błota, Gaj-Grzmięca, Lipowiec, Najmowo, Pokrzydowo, Sumowo, Sumówko, Zastawie, Zbiczno, Żmijewko.

## Overige plaatsen
Bachotek, Głowin, Godziszka, Grabiny, Grzmięca, Kaługa, Karaś, Koń, Ładnówko, Ławy Drwęczne, Mieliwo, Robotno, Robotno-Fitowo, Rosochy, Równica, Rytebłota, Sosno Szlacheckie, Staw, Strzemiuszczek, Szramowo, Tęgowiec, Tomki, Wysokie Brodno, Zarośle, Żmijewo.

## Aangrenzende gemeenten
Biskupiec, Bobrowo, Brodnica, Brodnica, Brzozie, Jabłonowo Pomorskie, Kurzętnik